# Suore del Divin Salvatore
Le Suore del Divin Salvatore (in latino Sorores Divini Salvatoris) sono un istituto religioso femminile di diritto pontificio: le suore di questa congregazione, dette comunemente Salvatoriane, pospongono al loro nome la sigla S.D.S.

## Storia

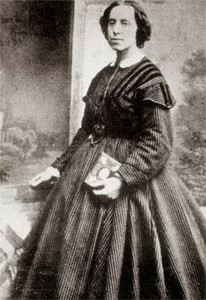
Therese von Wüllenweber, fondatrice della congregazione

La congregazione venne fondata a Tivoli l'8 dicembre 1888 dalla baronessa Therese von Wüllenweber (1833-1907) sotto la guida di padre Johann Baptist Jordan (1848-1918), fondatore dei salvatoriani.
L'istituto venne approvato da Celestino del Frate, vescovo di Tivoli, il 20 marzo 1889; ricevette il pontificio decreto di lode il 18 agosto 1911 e l'approvazione definitiva della Santa Sede il 29 aprile 1926.
La fondatrice (in religione madre Maria degli Apostoli) venne beatificata da papa Paolo VI il 13 ottobre 1968.

## Attività e diffusione
Le suore Salvatoriane sono dedite all'assistenza dei malati, all'istruzione e all'educazione cristiana della gioventù.
Sono presenti in Europa (Albania, Austria, Belgio, Germania, Italia, Polonia, Regno Unito, Romania, Ungheria), in Africa (Repubblica Democratica del Congo, Mozambico, Tanzania), in Asia (Filippine, India, Malaysia, Pakistan, Sri Lanka, Taiwan), nelle Americhe (Brasile, Colombia, Ecuador, Stati Uniti d'America, Venezuela); la sede generalizia, dal 1903, è a Roma.
Al 31 dicembre 2005, la congregazione contava 1.286 religiose in 214 case.